# No Promises (Carla Bruni)
No Promises è il secondo album in studio cantautrice italiana naturalizzata francese Carla Bruni, pubblicato il 15 gennaio 2007.

## Descrizione
L'album, anticipato dal singolo Those Dancing Days are Gone, presenta, così come il precedente Quelqu'un m'a dit, uno stile molto semplice composto da voce e chitarra. Tutti i testi dei brani sono interamente in inglese e sono adattamenti di poesie di vari autori: Emily Dickinson, W. B. Yeats, W. H. Auden ed altri.

## Tracce
1. Those Dancing Days Are Gone - 2:59 (W.B. Yeats)
2. Before the World Was Made - 3:51 (W.B. Yeats)
3. Lady Weeping at the Crossroads - 3:37 (W.H. Auden)
4. I Felt My Life with Both My Hands - 2:55 (E. Dickinson)
5. Promises Like Piecrust - 2:33 (C. Rossetti)
6. Autumn - 3:25 (W. de la Mare)
7. If You Were Coming in the Fall - 3:32 (E. Dickinson)
8. I Went to Heaven - 2:48 (E. Dickinson)
9. Afternoon - 2:07 (D. Parker)
10. Ballade at Thirty Five - 3:03 (D. Parker)
11. At Last the Secret Is Out - 3:09 (W.H. Auden)